# آر بوت
آر بوت (به انگلیسی: R boat) یک کشتی است که طول آن ۴۱٫۱ متر (۱۳۴ فوت ۱۰ اینچ) می‌باشد.